# 정온 (1324년)
정온(鄭溫, 1324년(고려 충숙왕 11년) ~ 1402년(조선 태종 2년))은 고려의 문신이다. 본관은 진주(晉州).자는 자옥(子玉), 호는 우곡(隅谷).

## 생애
고려 말 과거에 급제하여 여러 관직을 거쳐 자헌대부(資憲大夫) 대사헌에 이르렀다. 지리학과 역학에 능통해 《월아산기》(月牙山記)를 지었다. 조선이 건국되고 태조가 관직에 오를 것을 종용하자 장님인 척 하며 관직에 나아가지 않았다.

## 가족
- 조부 : 진산부원군 정헌(鄭櫶)
  - 부 : 정승(政丞) 정석(鄭碩)

## 사후
진주 정강서원(鼎岡書院)에 향사되었고, 장성 경현사(景賢詞)에 배향되었다.